# Кучулга
Кучулга́ — деревня в Ольхонском районе Иркутской области. Входит в Шара-Тоготского муниципального образования. 

## География
Находится на левом берегу речки Кучулги (впадает в залив Мухор озера Байкал), в 3,5 км к юго-западу от центра сельского поселения, села Шара-Тогот, и в 44 км по автодороге к северо-востоку от районного центра — села Еланцы.

## Происхождение названия
Название Кучулга, возможно, происходит от бурятского хүшэлгэ — затвор, застёжка. Ранее в этой местности располагалась узкая долина, проход, где ранее располагалась застава, закрывающая проход к Малому морю.

## Население
| 2002 | 2010 | 2011 | 2012 |
| ---- | ---- | ---- | ---- |
| 16   | ↘7   | →7   | ↘6   |

По данным Всероссийской переписи, в 2010 году в деревне проживало 7 человек (6 мужчин и 1 женщина).